# Arab as-Samniyya
Arab as-Samniyya (arabisch عرب السمنية, DMG ʿArab as-Samnīya), auch Khirbat as-Suwwana (خربة الصّوانة, DMG Ḫirbat aṣ-Ṣūwāna), war ein palästinensisches Dorf in Westgaliläa, das von Israel während des Palästinakriegs erobert und in der Nakba entvölkert wurde. Es befand sich im Subdistrikt Akkon des Mandats Palästina, 19,5 km nordöstlich Akkons. 1945 war das Dorf von 200 Arabern bewohnt auf einer Fläche von 1.872 Dunam.

## Geschichte
Das Dorf befand sich auf einem steinigen Hügel bei der Straße zwischen Ra’s al-Naqura und Safad. Es war durch ein Trampelpfad mit der Küstenstraße gebunden, die nach Akkon führt. Die Häuser des Dorfes wurden aus Stein gebaut. Die Dorfbewohner bauten Korn, Feigen und Oliven an.
Laut der Bevölkerungsstatistik von 1945 war das Dorf von 200 Muslimen bewohnt auf einer Fläche von 1.872 Dunam. 174 Dunam waren dem Kornanbau gewidmet, und 22 Dunam waren bewässert und mit Obstgärten bepflanzt.

### Palästinakrieg und Folgen
Am 31. Oktober 1948, während der Operation Chiram der Israelischen Verteidigungsstreitkräfte, wurde das Dorf von Israels 7. Brigade und Karmeli-Brigade erobert. Es wurde völlig zerstört. Nach dem Krieg wurde das Gebiet Teil des Staates Israel und das Dorf blieb wüst. Im Zuge der Vertreibung von Juden aus arabischen und islamischen Ländern nach Israel gelangte jüdische Jemeniten gründeten 1950 auf dem Gebiet den Moschav Jaʿara, der seit 1963 zum Regionalverband Maʿale Josef gehört. Später zogen Beduinen und ʿOlim aus Nordafrika zu, was den Ort zum ersten gemischt jüdisch-baduinischen Ort Israels machte.